# Quirrenbacher Mühle
Die Quirrenbacher Mühle ist eine ehemalige Mühle in Aegidienberg, einem Stadtbezirk von Bad Honnef im nordrhein-westfälischen Rhein-Sieg-Kreis. Das heutige Mühlengebäude wurde von 1800 bis 1802 errichtet.

## Lage
Die Quirrenbacher Mühle liegt im äußeren Nordosten der Gemarkung Aegidienberg auf etwa 180 m ü. NHN an einem angelegten Seitenarm des nördlich verlaufenden Quirrenbachs. Zu den nächstgelegenen Ortschaften gehören Quirrenbach im Nordosten, Kochenbach im Südosten (Gemarkung Oberhau; Stadt Königswinter) und Brüngsberg im Südwesten.

## Geschichte
Die Quirrenbacher Mühle lässt sich seit Ende des 15. Jahrhunderts urkundlich nachweisen. Damals bestand sie als eine von vier landesherrlichen Bannmühlen im Gebiet des bergischen Amtes Löwenburg. Zu ihrem Bannbezirk gehörten das Kirchspiel Aegidienberg (Amt Löwenburg) und die Honschaft
Eudenbach im Kirchspiel Oberpleis (Amt Blankenberg). Die Quirrenbacher Mühle, zunächst als „Mühle zu Honnefrod“ (Aegidienberg) verzeichnet, war eine Getreidemühle. Sie wurde in Erbpacht vergeben, bei einer jährlichen Pacht von 9 Malter Korn (1472/1493) und zumeist für den Zeitraum von 24 Jahren.
Einer der ersten namentlich bekannten Pächter, der die Mühle im Jahre 1597 übernahm, stammte aus Hövel. Anschließend war sie über einen langen Zeitraum hinweg an eine Familie Quirrenbach verpachtet, die im gleichnamigen Ort ansässig war. Auf diese Weise kam die Mühle zu ihrem Namen, der spätestens ab 1711 nachweisbar ist. Zu diesem Zeitpunkt war die jährliche Pacht auf 12 Malter Roggen angestiegen, wurde aber in diesem Jahr bereits in Reichstalern erbracht. 1772 kam bei einer Neuverpachtung erstmals die Familie Quirrenbach nicht mehr zum Zuge.
Der neue Pächter stammte aus Berghausen, nach Reparatur- und Umbauarbeiten konnte seine Familie die Mühle im Gegensatz zu den Vorgängern auch bewohnen. Die Mühle war zu diesem Zeitpunkt baulich in einem schlechten Zustand. 1797 waren detaillierte Planungen für einen Neubau aufgenommen worden, bei dem auch ein zweiter Mahlgang eingerichtet werden sollte. Nach Streitigkeiten über die Übernahme der Hand- und Spanndienste begannen die Bauarbeiten schließlich im Spätsommer 1800 und konnten 1801/02 abgeschlossen werden. Für den neuen zweigeschossigen Mühlenbau in Fachwerk wurden Bruchsteine verwendet, die aus dem Steinbruch Scheurenberg bei Rostingen stammten.
Mit der Auflösung des Herzogtums Berg (1806) und der Aufhebung des Mühlenzwangs (1811) endete die Funktion der Quirrenbacher Mühle als landesherrliche Bannmühle. Sie verblieb zunächst in staatlichem Besitz, wurde aber für kürzere Zeiträume verpachtet. 1814 kam es zu Reparaturarbeiten an den Mühleneinrichtungen. Die wirtschaftliche Lage der Mühle verschlechterte sich durch die Entstehung vier weiterer Mühlen in der Umgebung, sodass 1821 auch die Pacht gesenkt wurde. 1823 ging die Mühle in Privatbesitz über. Bei der Volkszählung 1843 verzeichnete die Mahlmühle Quirrenbach zwei Einwohner.
1897 führten die beiden Wehre der Quirrenbacher Mühle, die der Umleitung des Wassers in den Mühlengraben dienten, zu Auseinandersetzungen. Da sie den Fischaufstieg erschwerten, wurde der damalige Mühlenbesitzer zu entsprechenden baulichen Veränderungen verpflichtet. 1900 gehörten zur Quirrenbacher Mühle auch ein Stall und ein Backhaus, 1921 kam es zum Neubau eines Stalls und 1939 zu dem einer Scheune. In den 1950er-Jahren diente die Mühle der Herstellung von Roggenschrot, bis ihr letzter Pächter sie nach einem Besitzerwechsel im Frühjahr 1958 verließ.
Die landwirtschaftlichen Gebäude der Quirrenbacher Mühle werden heute von einem Brüngsberger Pferdehof genutzt.